# Love Sensuality Devotion: The Greatest Hits
Albums de Enigma
The Screen Behind the Mirror
(2000)
Love Sensuality Devotion: The Greatest Hits est une compilation du groupe Enigma, paru en 2001 chez Virgin, vendu - selon les estimations - à 47 200 exemplaires en France.

## Titres
1. The Landing (Michael Cretu) – 1:04
2. Turn Around (Cretu, Jens Gad) – 3:51
3. Gravity of Love (Cretu) – 3:59
4. T.N.T. for the Brain (Cretu) – 5:18
5. Modern Crusaders (Cretu) – 3:53
6. Shadows in Silence (Cretu) – 4:19
7. Return to Innocence (Curly M. C., Kuo Ying-nan, Kuo Hsiu-chu) – 4:15
8. I Love You ... I'll Kill You (Curly, David Fairstein) – 8:01
9. Principles of Lust (Curly) – 3:08
10. Sadeness (Part I) (Curly, F. Gregorian, Fairstein) – 4:15
11. Silence Must be Heard (Cretu, Gad) – 4:46
12. Smell of Desire (Cretu, Fairstein) – 4:32
13. Mea Culpa (Curly, Fairstein) – 4:31
14. Push the Limits (Cretu, Gad) – 3:48
15. Beyond the Invisible (Cretu, Fairstein) – 4:50
16. Age of Loneliness (Curly) – 4:10
17. Morphing Thru Time (Cretu) – 5:26
18. The Cross of Changes (Cretu) – 2:15